# Lieu de naufrage Girouard
Le lieu de naufrage Girouard est un site historique provincial du Nouveau-Brunswick, situé dans la baie de Miramichi. Le site mesure 30 mètres de longueur et est situé à 7 mètres de profondeur.
Il est nommé d'après un certain Girouard, un Acadien de Néguac qui découvrit en premier le naufrage. Les objets trouvés sur place, conjugués aux différents rapports historiques confirment que l'épave serait celle du Hulton. Le site comprend des débris de membrure, des planches de chêne recouvertes de cuivre et d’autres éléments de la structure du Hulton.
À la fin de novembre 1761, le Hulton partit de Londres à destination de Québec avec comme capitaine Benjamin Hallowell. Arrivé dans le golfe du Saint-Laurent, une tempête se leva avec de forts vents du nord-ouest. Il a dû se réfugier dans la baie de Miramichi mais s'est échoué entre Burnt Church et l'île du Portage et a rapidement sombré. Gamaliel Smethurst, un marchand britannique égaré qui tentait alors de se rendre au fort Beauséjour, tenta de récupérer des objets et des survivants avec Louis-Amand Bugeaud et Nicolas Gauthier. Il tentèrent à plusieurs reprises d'atteindre l'épave mais les Micmacs de Burnt Church les en empêchèrent. Le 25 novembre, ils furent capturés et emportés chez le chef Louis François et Baptiste Lamoreaux, qui décidèrent de les laisser explorer l'épave. Ils retrouvèrent un seul survivant, James Pratchell. Durant les jours suivants, ils récupérèrent différents objets et prirent soin du blessé. Le 30 novembre, Smethurst parvint à convaincre le chef de les laisser partir avec Pratchell pour le faire soigner au fort Beauséjour. Pratchell étant trop faible, il décida de rester sur place et laissa Nicholas Gauthier, Joseph Richard et Gamaliel Smethurst quitter le village seuls.
L'endroit est un site historique provincial depuis le 28 août 1979. C'est l'une des rares épaves connues de la province.